# Promina
Promina és un municipi del comtat de Šibenik-Knin (Croàcia). El 2020 tenia una població estimada de 943 habitants.